# Joaquín González Sospedra
Joaquín González Sospedra (Santa Magdalena de Pulpis, 28 de setembre de 1948) és un polític valencià, diputat a les Corts Valencianes en la V i VI legislatures.
Va quedar cec als 16 anys a causa de l'explosió d'una bomba de la guerra civil espanyola. Es diplomà en magisteri a l'Escola Normal de Castelló. Ha estat director de l'Agència Provincial de l'ONCE de Castelló. També fou president de l'Agrupació d'Unitat Progressista de l'ONCE a Castelló, i vocal de Consell Territorial de l'ONCE de la Comunitat Valenciana.
Militant del PSPV-PSOE, fou elegit diputat a les eleccions a les Corts Valencianes de 1999 i 2003. Ha estat secretari de la Comissió Permanent no legislativa de Seguretat Nuclear (2003-2007).